# مقاطعة دوج (جورجيا)
مقاطعة دوج (بالإنجليزية: Dodge County)‏ هي إحدى المقاطعات في ولاية جورجيا في الولايات المتحدة الأمريكية.

## أعلام
- تيري كولمان